# کولما (میشیگان)
کولما، میشیگان (به انگلیسی: Coloma, Michigan) یک شهر در ایالات متحده آمریکا با جمعیت ۱٬۴۸۳ نفر است که در میشیگان واقع شده‌است.

## موقعیت جغرافیایی
موقعیت جغرافیایی شهرها و مناطق اطراف به شرح زیر است: